# 皇后公園 (多倫多)
皇后公园是位于加拿大安大略省多倫多市中心的一个城市公园。1859年，多伦多大学将一塊土地租借予多伦多市政府，租期为999年。這片土地于1860年9月11日由威爾斯親王愛德華（即後來的英王愛德華七世）正式對外开放，作為加拿大第一個市政公園，並以维多利亚女王命名為「皇后公園」。1880年，皇后公园的一部分又給予安大略省政府，所以安大略省议会大楼就位於該公園。因此當地人經常用皇后公園指代安大略省政府或安大略省省議會。

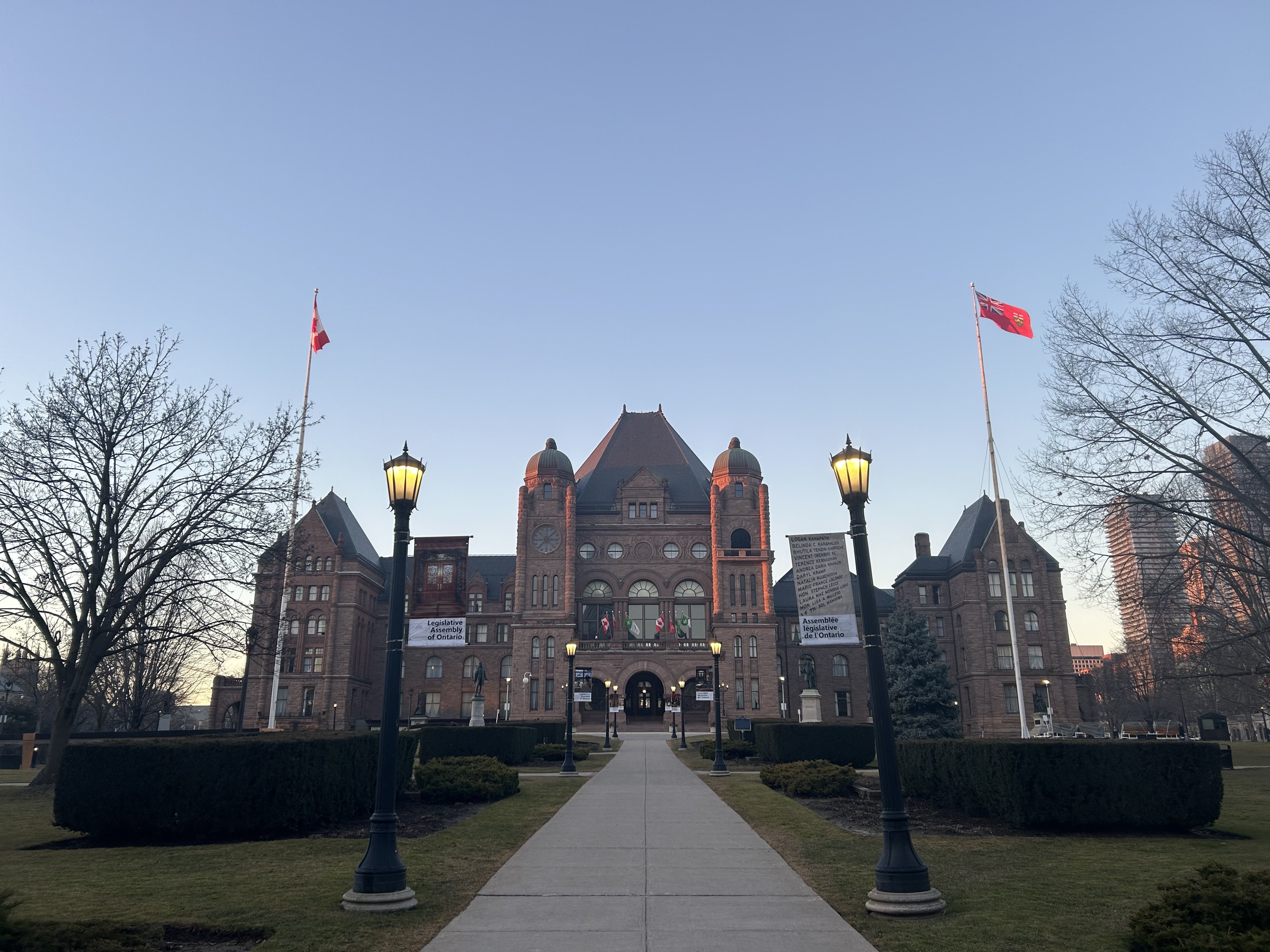
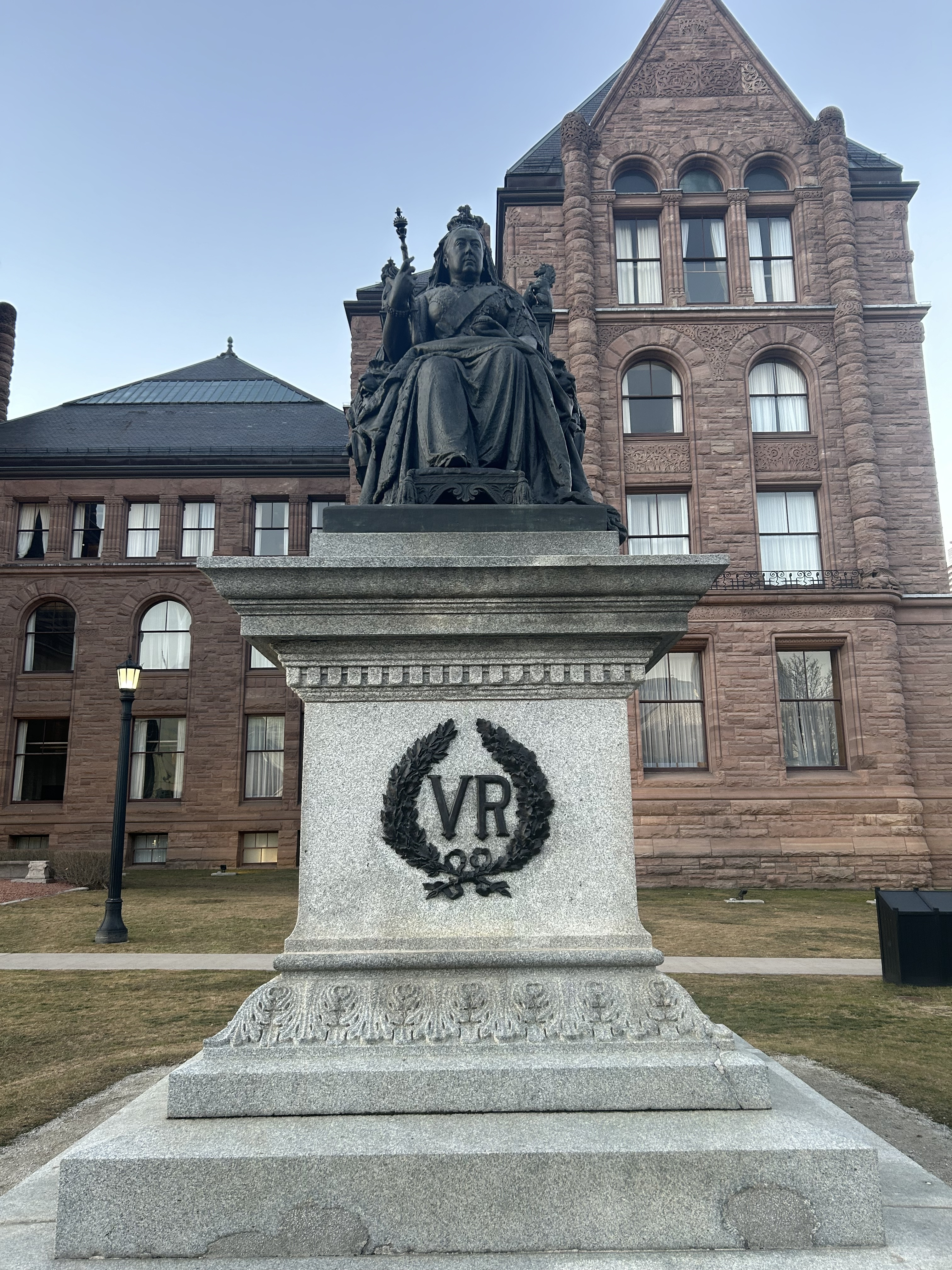
维多利亚女王铜像
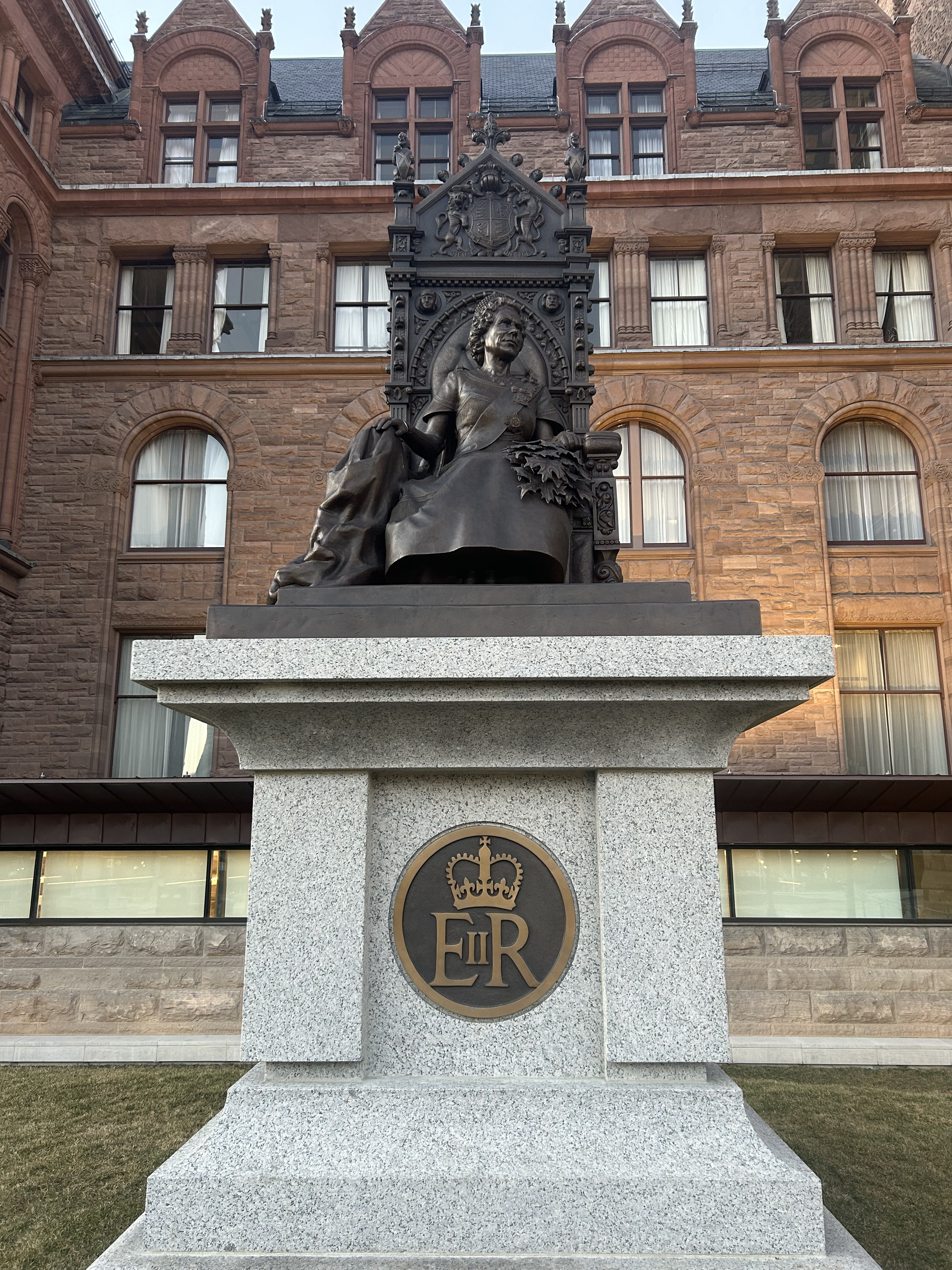
伊丽莎白二世女王铜像

## 外部鏈接
- Explore Queen's Park - Legislative Assembly of Ontario （页面存档备份，存于）
- Queen's Park - City of Toronto （页面存档备份，存于）